# 三油酸甘油酯
三油酸甘油酯（英語：glycerol trioleate或glyceryl trioleate），又稱三油酸酯或三油精（英語：Triolein）是一種酯類有機化合物，其化學式為C57H104O6。
三油酸甘油酯是一種對稱的三酸甘油酯，是由一個甘油（即丙三醇）和三個不飽和脂肪酸油酸所組成。大多數三油酸甘油酯是不對稱的，可在大部分的脂肪酸混合物中找到。一般橄欖油中含有4-30％的三油酸甘油酯。

## 用途
三油酸甘油酯與三芥子酸甘油脂'4:1比例混合後，可制得羅倫佐的油（Lorenzo's oil），這種油可用在腎上腺腦白質失養症（adrenoleukodystrophy, ALD）的預防性治療上。此脂質藥劑是由義大利裔夫婦奧古斯都·歐東內（Augusto ）與米凱拉·歐東內（Michaela Odone）所合成，起因是他們的兒子羅倫佐·奧登（Lorenzo Odone）於1984年被診斷患有ALD病症，時年五歲。羅倫佐奧登於2008年5月30日離世，較醫師預估的壽命多活22年。

## 制備
三油酸甘油酯可由油酸與甘油發生酯化反應而制得。又可從動物脂肪酸或橄欖油中提煉純化而得。